# Francisco de Paula Quintanilha Ribeiro
Francisco de Paula Quintanilha Ribeiro (Franca, 2 de abril de 1915 — São Paulo, 13 de outubro de 1972) foi um advogado, formado pela Faculdade de Direito da Universidade de São Paulo e um político brasileiro. Presidiu o tradicional Centro Acadêmico XI de Agosto em 1940. 
Foi ministro chefe do Gabinete Civil da Presidência da República no governo Jânio Quadros, de 31 de janeiro a 25 de agosto de 1961.